# Evgenij Vadimovič Rojzman
Evgenij Vadimovič Rojzman (in russo Евге́ний Вади́мович Ро́йзман?; Sverdlovsk, 14 settembre 1962) è un politico russo, noto per essere uno dei maggiori esponenti dell'opposizione politica russa, nonché anche per essere stato sindaco di Ekaterinburg dal 2013 al 2018.